# Funes (Colômbia)
Funes é um município da Colômbia, localizado no departamento de Nariño.